# Roquerol eurasiàtic

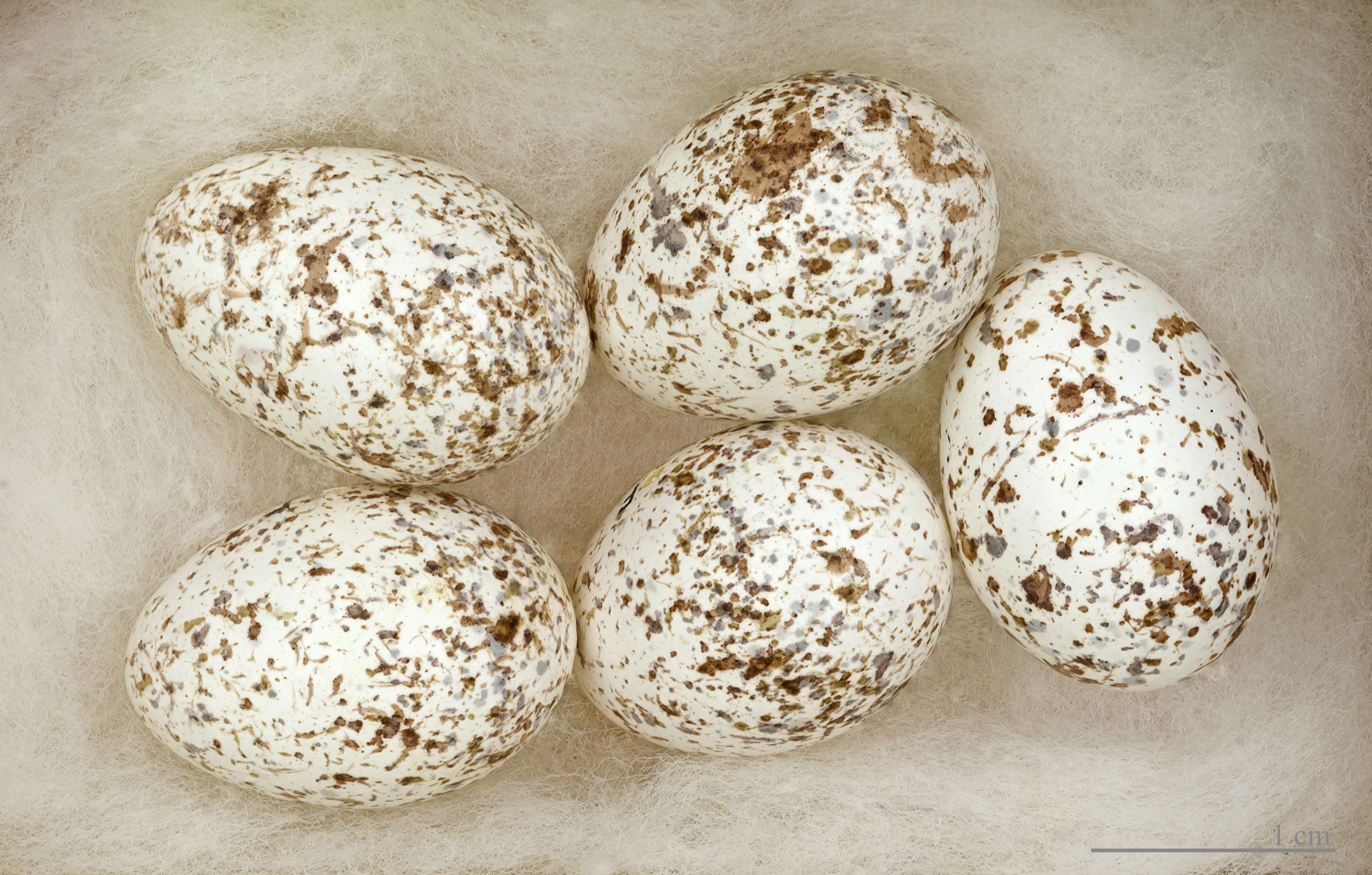
Ptyonoprogne rupestris

El roquerol eurasiàtic, roquerol, roquer, roquisser o cabot de roca (Ptyonoprogne rupestris) és una espècie d'ocell de la família dels hirundínids (Hirundinidae). Es reprodueix a les muntanyes del sud d'Europa, al nord-oest d'Àfrica i al llarg del Paleàrtic. El seu estat de conservació es considera de risc mínim.

## Descripció
És prou gros i compacte (15 cm.), amb un cos més arrodonit que el d'altres espècies pròximes, un coll ample i ales amples i punxegudes.
El plomatge del coll és tènuement llistat i força fosc. Les plomes de la cua (rectrius) tenen un lleuger puntejament blanc i no són tan clarament enforquillades com en la resta d'orenetes. El plomatge en general és marronós, tot i que la zona inferior és molt més clara.

## Comportament
Té un vol poderós i àgil, plana amb les ales totalment planes i esteses, podent girar-se, virar i avançar a gran velocitat fent una petita sèrie d'aletejos ràpids.
Normalment se'l veu volar a grans altures, o patrullant al costat de grans cingleres.

## Hàbitat
Cria en coves i cavitats, precipicis i (rarament) en espais buits d'edificis. Es troba a totes les altituds, fins i tot per damunt de 2000 m. en zones allunyades de muntanya. Migrador al nord de la península Ibèrica, resident o migrador de curta distància a les zones de més al sud.